# قرار است باشد (ترانه بی‌بی رکسا)
«قرار است باشد» (به انگلیسی: Meant to Be) ترانه‌ای از خوانندهٔ آمریکایی بی‌بی رکسا به‌همراهٔ گروهٔ موسیقی کانتری دونفرهٔ آمریکایی فلوریدا جورجیا لاین می‌باشد که در سومین آلبوم چندآهنگهٔ رکسا تحت عنوان تمام خطاهای تو: بخش ۲ قرار داشت و بعدا در نخستین آلبوم استودیویی وی تحت عنوان چشم‌انتظار (۲۰۱۸) قرار گرفت. این ترانه در ۲۴ اکتبر ۲۰۱۷ به‌عنوان دومین تک‌آهنگ از ئی‌پی از سوی وارنر رکوردز به رادیوهای پاپ معاصر آمریکا معرفی شد. «این اثر در شصت و یکمین مراسم جایزه گرمی، در بخش بهترین اجرای دونفره/گروهی موسیقی کانتری نامزد شد. این قطعه رکورد پرپخش‌ترین ترانهٔ کانتری تمام دوران را در اسپاتیفای دارد.